# Hydropsyche auricoma
Hydropsyche auricoma là một loài Trichoptera trong họ Hydropsychidae. Chúng phân bố ở miền Australasia.